# Eslovenia en los Juegos Olímpicos de Sídney 2000
Eslovenia estuvo representada en los Juegos Olímpicos de Sídney 2000 por un total de 74 deportistas que compitieron en 13 deportes.  
El portador de la bandera en la ceremonia de apertura fue el remero Iztok Čop.

## Medallistas
El equipo olímpico esloveno obtuvo las siguientes medallas:
| Nombre              | Deporte | Competición                     |
| ------------------- | ------- | ------------------------------- |
| Oro                 |         |                                 |
| Iztok Čop Luka Špik | Remo    | Doble scull (M2x) M             |
| Rajmond Debevec     | Tiro    | Rifle en tres posiciones 50 m M |
| Plata               |         |                                 |
| —                   |         |                                 |
| Bronce              |         |                                 |
| —                   |         |                                 |